# Laloubère
Laloubère ist eine französische Gemeinde im Département Hautes-Pyrénées in der Region Okzitanien. Sie liegt im Arrondissement Tarbes und zum Kanton Moyen-Adour.
Laloubère hat 1858 Einwohner (Stand 1. Januar 2022) auf 4,05 Quadratkilometern und liegt etwa 2,5 Kilometer südlich von Tarbes in der Bigorre. Durch das Gemeindegebiet führt die Autoroute A64.
Im Gemeindegebiet von Laloubère befindet sich das Aérodrome de Tarbes-Laloubère, das als ziviler Flugplatz (zwei Start-/Landebahnen mit 825 Metern, erbaut 1936), aber auch von Fallschirmspringern gerne genutzt wird. Am südwestlichen Rand befindet sich die Pferderennbahn (Hippodrome, 1808 errichtet, Strecke: 1800 Meter). Die Autobahn zerschneidet die zweite große Grünfläche. Beide werden heute als Golfflächen genutzt (Golf de l'Hippodrome und Golf des Tumulus).

## Geschichte
Im 10. und 11. Jahrhundert wurde der Ort noch unter Loupbatère geführt. Das Château de Laloubère ist als Monument historique klassifiziert.

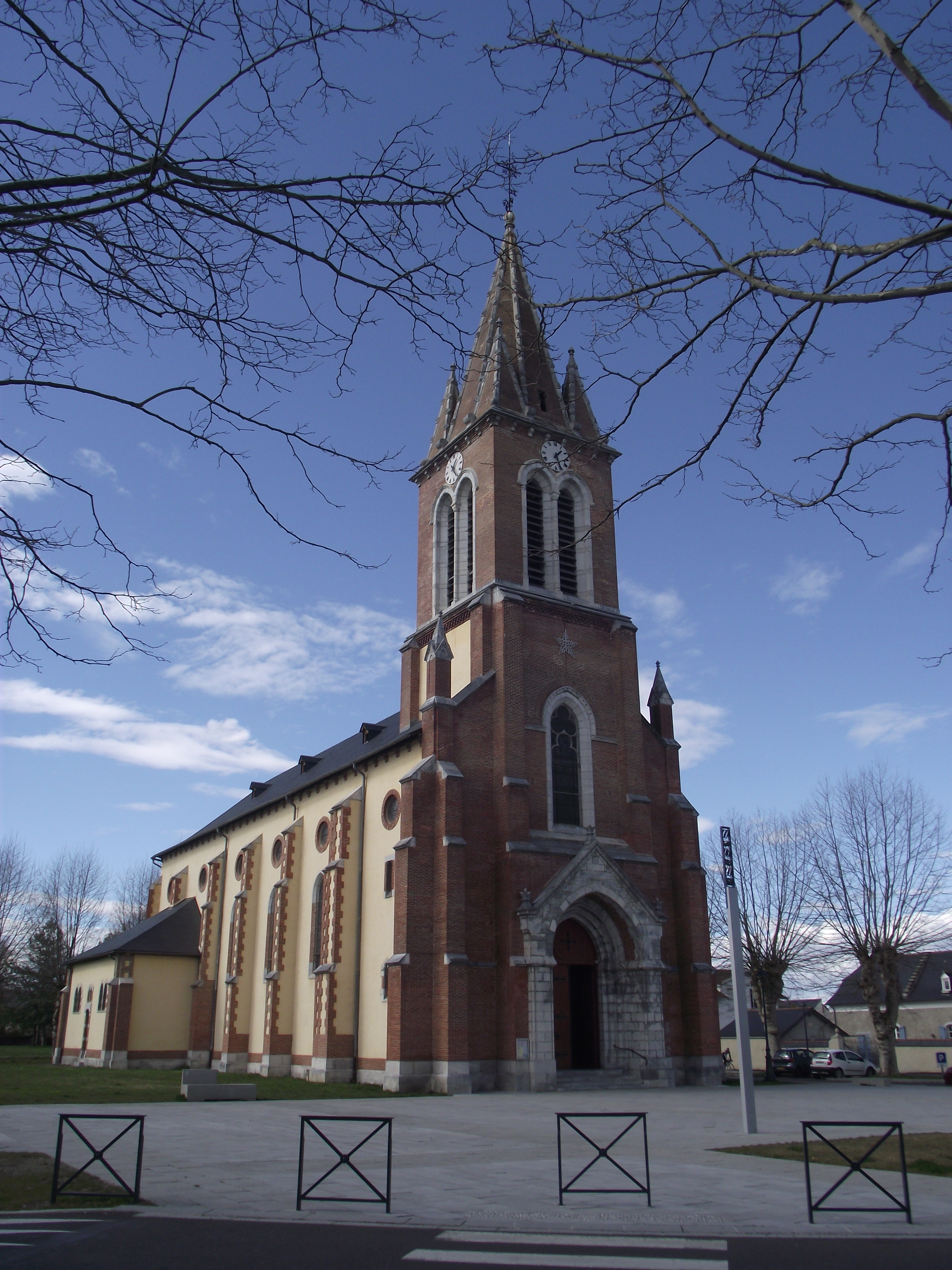
Kirche Saint-Blaise